# NGC 5749
NGC 5749 (również OCL 930 lub ESO 176-SC4) – gromada otwarta znajdująca się w gwiazdozbiorze Wilka. Odkrył ją James Dunlop 7 maja 1826 roku. Jest położona w odległości ok. 3,4 tys. lat świetlnych od Słońca.